# Clodia frumentaria
Clodia frumentaria va ser una llei de l'antiga Roma, establerta a proposta del tribú de la plebs Publi Clodi Pulcre l'any 696 de la fundació de Roma (58 aC) sota els cònsols Luci Calpurni Pisó Cesoni i Aule Gabini. Va establir que el gra, fins llavors venut als pobres a baix preu, seria regalat i s'encarregava a Sext Clodi de tenir proveïts els graners. Va ser una de les anomenades lleis frumentàries.